# Lista de computadores pessoais da IBM
A partir de 1981, quando lançou o IBM PC e iniciando a era do computador pessoal, a IBM produziu uma série de computadores pessoais.

## Modelos IBM PC e PS/2
| Nome do modelo | Lançamento        | CPU   | Características |
| -------------- | ----------------- | ----- | --- |
| PC             | Agosto de 1981    | 8088  | Primeiro computador pessoal da IBM. Início da arquitetura x86, antesessor do ISA bus e era de clones do x86. Usava disco flexível como armazenamento e tinha uma interface para cassete. |
| XT             | Março de 1983     | 8088  | Uma pequena melhora com respeito ao IBM PC, acrescenta disco duro lento ST-412 e tem 8 ranhuras de expansão ISA de 8 bits em vez das 5 do IBM PC                                         |
| XT/370         | Outubro de 1983   | 8088  | Emulador de mainframe System/370 |
| 3270 PC        | Outubro de 1983   | 8088  | Emulador de terminal 3270 |
| PCjr           | Novembro de 1983  | 8088  | Computador doméstico com unidade de disco flexível, teclado tipo chiclet. |
| PC Portável    | Fevereiro de 1984 | 8088  | Computador portátil com unidade de disco flexível |
| AT             | Agosto de 1984    | 80286 | Início do ISA Bus. Processador mais avançado, nova arquitetura na placa mãe com vários chips adicionais. Disco duro de velocidade média                                                  |
| Convertível    | Abril de 1986     | 8088  | Portátil com unidade de disco de 3,5" |
| XT 286         | Setembro de 1986  | 80286 | Disco duro lento, mas memória rápida. Este modelo de 6 MHz era na prática mais rápida que a AT de 8 MHz devido ao tipo de memória sem estados de espera que usava                        |

| Modelo | Lançamento     | CPU   | Características            |
| ------ | -------------- | ----- | -------------------------- |
| 25     | Agosto de 1987 | 8086  | Bus PC (expansão limitada) |
| 30     | Abril de 1987  | 8086  | Bus PC                     |
| 30     | Agosto de 1987 | 80286 | Bus PC                     |
| 50     | Abril de 1987  | 80286 | Bus MCA                    |
| 50Z    | Junho de 1988  | 80286 | Um modelo 50 mais rápido   |
| 55 SX  | Maio de 1989   | 386SX | Bus MCA                    |
| 60     | Abril de 1987  | 80286 | Bus MCA                    |
| 70     | Junho de 1988  | 80386 | Escritório, Bus MCA        |
| P70    | Maio de 1989   | 80386 | Portátil, Bus MCA          |
| 80     | Abril de 1987  | 80386 | Torre, Bus MCA             |

## Cronologia

#### 1980
- 1986: IBM PCD apresenta seu primeiro computador portátil: o PC Convertível de 5,5 quilos de importância.
- 1987: IBM PCD apresenta o computador pessoal IBM Pessoal System/2.

#### 1990
- 1992: IBM PCD apresenta ThinkPad, o primeiro portátil do sector com um ecrã de transistor de filme fino (TFT) em cor de 10,4 polegadas e um dispositivo de ponteiro TrackPoint (bola vermelha).
- 1994: IBM PCD apresenta o primeiro portátil do sector com CD-ROM integrado: o ThinkPad 755CD.
- 1995: IBM PCD apresenta o teclado “borboleta”. IBM PCD translada-se de Boca Raton (Flórida) a Raleigh (Carolina do Norte).
- 1997: IBM PCD apresenta o primeiro portátil do sector com DVD-ROM: o ThinkPad 770.
- 1998: IBM PCD apresenta o primeiro dispositivo ThinkLight do sector, uma pequena luz que alumia o teclado ideal para meios com pouca luz como, por exemplo, um avião.
- 1999: IBM PCD apresenta o primeiro miniportátil do sector, com um peso que não chega a 1,3 quilos, portos regulares e um teclado cujo tamanho é um 95 por cento do tamanho completo. IBM PCD anuncia sua retirada do mercado comercial. IBM PCD apresenta o primeiro PC do sector com um chip de segurança integrado.

#### 2000
- 2000: IBM PCD vende seu portátil ThinkPad que soma 10 milhões.
- 2001: Um portátil de IBM com chip de segurança incorporado converte-se no primeiro do sector que obtém a certificação de Trusted Computing Platform Alliance, organização do sector que estabelece normas de segurança de dados.
- 2002: IBM PCD apresenta ImageUltra e Rapid Restore, as primeiras tecnologias de recuperação automática de dados de sua classe. IBM PCD anuncia o acordo de outsourcing dos sistemas de desktop com Sanmina-SCI.
- 2003: IBM PCD apresenta o primeiro computador portátil do sector com uma bateria de vida ampliada com autonomia de até 11 horas. IBM PCD apresenta sua linha de sistemas de desktop ThinkCentre. IBM PCD apresenta Active Protection System, o primeiro portátil do sector com airbag que protege o disco duro e os dados em caso que se produza uma queda do sistema. IBM PCD vende seu portátil ThinkPad que soma 20 milhões.
- 2004: IBM PCD apresenta o portátil ultracompacto ThinkCentre, cujo tamanho não supera ao de uma caixa de cereais. IBM PCD apresenta o primeiro portátil que incorpora um leitor de impressões digitais. IBM PCD vende seu PC que soma 100 milhões (incluindo sistemas portáteis e de desktops). Lenovo e IBM anunciam um acordo mediante o qual Lenovo adquirirá a IBM Personal Computing Division, seu negócio global de PC (sistemas portáteis e de desktops).
- 2005: Lenovo finaliza a aquisição da Divisão de Informática Pessoal de IBM, fazendo desta empresa um novo competidor internacional TI e a terceira empresa em fornecimentos informáticos maior do mundo.<ref>«Concatenar - Acer supera Lenovo e ameaça Dell no mercado mundial de PCs». www.concatenar.com.br. Consultado em 7 de outubro de 2016</ref